# Фоносемантика
Фоносема́нтика — направление в лингвистике, изучающее мотивированную, не-конвенциональную связь между двумя сторонами языкового знака.
Фоносемантика — это языковедческая дисциплина, имеющая своим предметом звукоизобразительную (то есть звукоподражательную и звукосимволическую) систему языка, изучаемую с позиций пространственных и временных.
Фоносемантика рождается и утверждает себя на стыке фонетики (по плану выражения), семантики (по плану содержания), лексикологии (по совокупности этих планов) и психологии (теория восприятия).

## История вопроса
Предположения о наличии у звуков языка отдельной собственной семантики неоднократно делались в истории человеческой мысли: в частности, эту идею развивал уже Михаил Ломоносов, указывавший в «Риторике» (1748) на то, что:

Из согласных письмен твердые к, п, т и мягкие б, г, д имеют произношение тупое и нет в них ни сладости, ни силы, ежели другие согласные к ним не припряжены, и потому могут только служить в том, чтобы изобразить живяе действия тупые, ленивые и глухой звук имеющие, каков есть стук строящихся городов и домов, от конского топоту и от крику некоторых животных. Твердые с, ф, х, ц, ч, ш и плавкое р имеют произношение звонкое и стремительное, для того могут спомоществовать к лучшему представлению вещей и действий сильных, великих, громких, страшных и великолепных. Мягкие ж, з и плавкие в, л, м, н имеют произношение нежное и потому пристойны к изображению нежных и мягких вещей и действий.

По словам Г. А. Гуковского, «каждый звук имеет, по Ломоносову, свою содержательную энергию. Но эта энергия сама по себе не рациональна, а эмоциональна. Более того, она несёт в себе явственный признак иррационального».
Подробное толкование значений отдельных звуков предложил Велимир Хлебников в статьях «Наша основа» и «Художники мира!» (1919).
Важной предпосылкой к выделению фоносемантики в качестве самостоятельной научной дисциплины являлось создание Чарльзом Сандерсом Пирсом универсальной классификации знаков. Согласно этой универсальной классификации, в зависимости от характера связи означаемого и означающего выделяют знаки трёх классов: знаки-индексы, знаки-иконы и знаки-символы. Звукоизобразительность (объект изучения фоносемантики) является проявлением иконических отношений в языке.
В качестве самостоятельной научной дисциплины фоносемантика оформилась только в середине XX века. Она получила свои предмет, объект и методологию исследования в работах С. В. Воронина. Именно его работах впервые фоносемантика рассматривается как самостоятельная ветвь лингвистики, целью которой является изучение связи звука и значения в слове. В рамках Санкт-Петербургской школы фоносемантики С. В. Воронин обосновал принцип двоякой (непроизвольной/произвольной) природы языкового знака, вносящий существенную поправку в «принцип произвольности» Ф. де Соссюра. Он разработал метод фоносемантического анализа, вводящего объективные критерии определения звукоизобразительного слова; сформулировал основные законы образования и эволюции языкового знака; выявил категорию фонотипа как основную категорию фоносемантики. Ввел понятие и определил природу синкинестэмии — базиса звукоизобразительности.

## Объект и предмет фоносемантики
Объектом фоносемантики является звукоизобразительная (то есть звукоподражательную и звукосимволическую) система языка.
Предметом фоносемантики является звукоизобразительная система языка в пантопохронии.
Под термином «пантопохрония» С. В. Воронин понимает совокупность двух подходов (пространственных и временных) к рассмотрению языковых явлений вообще, и явлений звукоизобразительности в частности. Фоносемантика, таким образом, подходит к рассмотрению звукоизобразительной лексики всесторонне: 1) с позиций лингвистической типологии и ареальной лингвистики (пространстввенный аспект) и 2) с позиций синхронии и диахронии (временной аспект).

## Цели и задачи фоносемантики
Цели и задачи фоносемантики были впервые сформулированы С. В. Ворониным в монографии «Основы фоносемантики», впервые изданной в 1982 году и выпущенной повторно в 2006. Монография была основана на материалах одноимённой докторской диссертации автора.
Целью фоносемантики является изучение звукоизобразительной системы языка на эмпирическом и теоретическом уровне, а также звукоизобразительности как явления.
Под «звукоизобразительностью» С. В. Воронин понимает «необходимую, существенную, повторяющуюся и относительно устойчивую фонетически не-произвольную (примарно) мотивированную связь между фонемами слова и полагаемыми в основу наименования признаками объекта-денотата». Автор также допускает, по его словам, менее точную, но более краткую формулировку: «Звукоизобразительность — это мотивированная связь между звуком и значением в слове».
Основными задачами фоносемантики как научной дисциплины являются:
- изучение особенностей звукоизобразительной системы в целом;

- создание универсальной классификации звукоизобразительной (звукоподражательной и звукосимволической) лексики языков мира;

- создание фоносемантической типологии;

- изучение звукоизобразительных функций фонем звукоподражательных слов;

- установление критериев выделения звукоизобразительного слова;

- изучение роли звукоизобразительности в происхождении языка;

- изучение онто- и филогенетической эволюции языка;

- изучение звукоизобразительности в тексте;

- изучение звукоизобразительности в переводе;

- выделение фоносемантических регулярностей;

- отражение признаков звукового (акустического) и незвукового денотата;

- изучение звукоподражательной и звукосимволической лексики языков мира[2].

## Основные категории фоносемантики
В рамках Санкт-Петербургской школы фоносемантики были выделены следующие основные понятия и категории фоносемантики как лингвистической дисциплины:

### Звукоизобразительность
Звукоизобразительность — это необходимая, существенная, повторяющаяся и относительно устойчивая фонетически не-произвольная (примарно) мотивированная связь между фонемами слова и полагаемыми в основу наименования признаками объекта-денотата.
Звукоизобразительность — это свойство слова, заключающееся в наличии необходимой, существенной, повторяющейся и относительно устойчивой непроизвольной связи между фонемами слова и полагаемым в основу номинации признаком объекта — денотата (мотивом).
Звукоизобразительность — это мотивированная связь между звуком и значением в слове.
Звукоизобразительность — это передача тех или иных характеристик денотата посредством фонем языка, имеющих схожие структурные характеристики.
Термин «звукоизобразительность» также синонимичен термину «языковая иконичность».

### Звукоизобразительное слово
Звукоизобразительное слово — это слово, обладающее иконической связью между фонетическим обликом и денотатом.
Звукоизобразительное слово — это слово, звукоизобразительное в своей основе, по своему происхождению , то есть слово, обладающее свойством звукоизобразительности в момент своего создания.

### Звукоподражание (ономатопея)
Звукоподражание (ономатопея) — закономерная непроизвольная фонетически мотивированная связь между фонемами слова и лежащим в основе номинации звуковым (акустическим) признаком денотата (мотивом).
Звукоподражание — это закономерная непроизвольная фонетически мотивированная связь между фонемами слова и полагаемым в основу номинации звуковым признаком денотата.
Звукоподражание — это имитация ощущений слуховой модальности путём акустического подражания, то есть воспроизведения основных акустических характеристик воспринимаемого на слух звучания посредством звуков речи, имеющих акустические характеристики, наиболее приближенные к номинируемым.

### Звукоподражательное слово (ономатоп)
Звукоподражательное слово — это слово, психо-акустические параметры фонем которого наиболее приближены к акустическими параметрами номинируемого звучания, и чья структура иконически отображает последовательность элементов акустически сложного денотата.
С. В. Воронин выделяет пять универсальных классов ономатопов (см. Универсальная классификация звукоизобразительной лексики): инстанты, континуанты, фреквентативы, инстанты-континуанты, фреквентативы-(квази)инстанты-континуанты.

### Звукосимволизм (звуковой символизм)
Звуковой символизм — это закономерная, непроизвольная, фонетически мотивированная связь между фонемами слова и полагаемым в основу номинации незвуковым (неакустическим) признаком денотата (мотивом).

### Звукосимволизм (звукосимволическое слово)
Звукосимволическое слово — это слово, являющееся артикуляторной или акустико-артикуляторной копией незвукового денотата.
Звукосимволизм — это мимический жест, движение, сопровождаемое фонацией.
Для обозначения таких движений С. В. Воронин вводит понятие «кинемы». Это понятие обобщает различные жестовые, в первую очередь мимические, движения, выражающие 1) сенсорные, эмотивные, волюнтативные, ментальные процессы в сфере сознания человека и 2) подражания внешним, неакустическим объектам. Исследователь различает интракинемы, которые представляют собой движения внутренние, рефлекторные, сопровождающие внутренние ментальные, сенсорные, волюнтативные, физиологические и эмотивные процессы (к ним исследователь относит кашель, улыбку, гримасу отвращения и т. п.); и экстракинемы, «симпатические» движения, служащие мимическими подражаниями внешним, неакустическим, объектам — их форме, размеру, движению и т. п.
Таким образом, согласно универсальной классификации С. В. Воронина, звукосимволические слова делятся на звукосимволизмы-интракинесемизмы и звукосимволизмы-экстракинесемизмы (см. Универсальная классификация звукоизобразительной лексики).

### Фонотип
Фонотип является важнейшей категорией фоносемантики, поскольку типологическое сравнение звукоизобразительной лексики производится не по фонемам, а по фонотипам.
Фонотип — это акустический или артикуляторный тип фонемы, обладающей схожим с отображаемым акустическим денотатом звучанием (например, сонанты могут передавать тоновое звучание, шумные щелевые — шумовое, взрывные согласные — звуки ударов).
Фонотип — это тип звука речи, содержащий фонетический признакотип, гомоморфный с номинируемым значением.
Релевантный для звукоподражания (ономатопеи) акустический фонотип — это тип звука речи, содержащий акустический признакотип, гомоморфный со звуковым мотивотипом.
Примером фонотипа может послужить фонотип «взрывные». Например, в английском языке к нему принадлежат фонемы [p], [b], [t], [d], [k] и [g]. Слово tap «стук» содержит две фонемы, принадлежащие к данному фонотипу, и при реализации в речи оно — благодаря наличию этих фонем — приобретает акустические характеристики, наиболее приближенные к называемому звучанию (стуку).

### Примарная мотивированность языкового знака
Примарная мотивированность — принципиальная, историческая мотивированность языкового знака.
Примарная мотивированность — непроизвольность языкового знака.

### Принцип произвольности/непроизвольности языкового знака
Принцип произвольности/непроизвольности языкового знака — это принцип, согласно которому, языковой знак непроизволен, однако в процессе своей эволюции слово так быстро усложняется ассоциативными переносами, развиваясь в сторону абстрактности, что звукоизобразительная основа становится трудноразличимой за позднейшими наслоениями.

### Денатурализация языкового знака
Денатурализация языкового знака — это утрата примарной мотивированности языковым знаком.
С. В. Воронин выделяет три фазы денатурализации, то есть утраты примарной мотивированности, которые иконический знак проходит в своем развитии: 1) натуральную (иконическую); 2) натурально-конвенциональную; 3) конвенционально-натуральную.
Таким образом, языковой знак, согласно C. В. Воронину, «принципиально непроизволен, однако в современной синхронии он представляет собой двоякую сущность — он одновременно непроизволен и произволен». С. В. Воронин подчёркивает, что процесс денатурализации знака не означает его полной демотивации. «Происходит преимущественная утрата примарной мотивированности, но не мотивированности вообще, примарная мотивированность в значительной мере замещается, вытесняется, компенсируется секундарной мотивированностью — семантической и морфологической».

### Деиконизация звукоизобразительного слова
Деиконизация — это процесс постепенной утраты иконической связи между фонетическим обликом звукоизобразительного слова и его денотатом в ходе языковой эволюции.
М. А. Флаксман выделяет четыре стадии деиконизации (СД):
- СД-1 — слово- междометие, имеющее ряд внесистемных черт, не разрушенное фоносемантически значимыми регулярными фонетическими изменениями, однозначное, практически «чистый» знак-икон, явственная корреляция звук : смысл (например, англ. brrng! — звук бренчания).

- СД-2 — полнозначное слово, не разрушенное фоносемантически значимыми регулярными фонетическими изменениями, одно- или многозначное, сохраняющее «первичную» семантику, частично разрушенный знак-икон, менее очевидная корреляция звук : смысл (например, англ. plup «хлопать, шлёпать»).
- СД- 3 — полнозначное слово, которое: а) или подверглось действию фоносемантически значимымых регулярных фонетических изменений, но сохранило «первичную» семантику (например, англ. hum «жужжать»); б) или не было разрушено фоносемантически значимыми регулярными фонетическими изменениями, но утратило «первичную» семантику (например, англ. claque [klæk] «клака, группа зрителей, хлопающих за деньги», изначально — фр. claquer «хлопать»; от звука хлопка, звукоподражания-инстанта).
- СД-4 — полнозначное слово, подвергшееся действию фоносемантически значимых регулярных фонетических изменений и утратившее «первичную» семантику, знак-символ иконического происхождения, корреляция звук : смысл восстанавливается только путем этимологического анализа (например, англ. lunch «обед, ланч»)[11].

### Фоносемантическая значимость регулярного фонетического изменения
Фоносемантически значимое регулярное фонетическое изменение — это фонетическое изменение, полностью разрушающее исходную смысло-звуковую корреляцию иконического слова.
Чтобы считаться фоносемантически значимым, регулярное фонетическое изменение должно: 1) затрагивать центральные, смыслонесущие признаки фонем ЗИ-слова; 2) тем самым выводить фонему, обладающую смыслонесущими признаками, за рамки фонотипа; 3) происходить в слове, ещё не утратившем на момент его протекания своего первичного значения, то есть значения, напрямую связанного со звуком или артикуляционным жестом.

### Фоносемантическая инерция
Фоносемантическая инерция — это сохранение более раннего фонетического облика звукоизобразительного слова вопреки действию регулярных фонетических изменений.

### Фоносемантически инертное слово
Фоносемантически инертное слово — это звукоизобразительное слово, не являющееся заимствованием из других диалектов языка, которое, в отличие от основной массы слов своего этимологического класса, оказывает сопротивление происходящим в языке фонетическим изменениям, если эти изменения существенным образом нарушают имеющуюся у него смысло-звуковую корреляцию.

### Звукоизобразительная модификация
Звукоизобразительная модификация — это способ словообразования, при котором происходит частичное изменение корня звукоизобразительного слова, не обусловленное действующими в языке фонетическими законами.
Звукоизобразительное словообразование путём изменения уже существующего слова является перестройкой исходного звукового материала для приспособления к нуждам говорящего. А слова, получившиеся в результате ЗИ-модификации, — это не что иное, как неполные новообразования, которые отличаются от полных тем, что для их создания носитель языка не ищет полностью новый фонетический материал, а ради экономии усилий частично использует старый базис.

## Универсальная классификация звукоизобразительной лексики
Основным достижением фоносемантики является создание универсальной классификации звукоизобразительной лексики.
Универсальная классификация звукоизобразительной лексики была изначально разработана С. В. Ворониным на материале английского языка, и позднее применена к материалу родственных и неродственных языков. Согласно этой классификации, звукоизобразительная система любого языка включает в себя звукоподражательную и звукосимволическую подсистемы.

### Звукоподражательная подсистема
Звукоподражательная подсистема, в свою очередь, делится на пять универсальных классов. Выделение этих классов основывается на сопоставлении акустических характеристик фонотипов звукоподражательных слов с акустическими характеристиками называемых звучаний.
На основе сочетаемости различных параметров С. В. Воронин выделил девять типов звучаний: I. Удар; II. Тоновый неудар; III. Чисто шумовой неудар; IV. Тоношумовой неудар; V. Квазиудар; VI. Чистый диссонанс; VII. Тоновый квазинеудар; VIII. Чисто шумовой квазинеудар; IX. Тоношумовой квазинеудар.
Типы звучаний, в свою очередь, могут также сочетаться друг с другом в различных комбинациях. В целом, типы звучаний образуют три класса: А. Удары; Б. Неудары; В.Диссонансы. Типы сочетания звучаний объединяются в два гиперкласса: АБ. Удары-неудары (совмещает черты классов А и Б) ВАБ. Диссонансы квазиудары (совмещает черты всех трёх классов при доминировании класса В).
Для обозначения классов и гиперклассов ономатопов приняты следующие названия:
- А. Инстанты;

- Б. Континуанты;

- В. Фреквентативы;

- АБ. Инстанты-континуанты;

- ВАБ. Фреквентативы квазиинстанты — континуанты[2].

Внутри каждого класса и гиперкласса выделяются более дробные типы ономатопов, а также выделяются словообразовательные модели.

#### Инстанты
Инстанты — это гиперкласс звукоподражательных слов, обозначающих удар, то есть «сверхкраткий», «мгновенный» шум, воспринимаемый человеком как акустический удар.
Инстанты обозначают такие естественные звуки, как стук, щелканье и т. п. В английском языке фонемами, обладающими акустическими характеристиками, сходными с этими звучаниями, являются смычные [p], [b], [t], [d], [k] и [g]. Так, инстант англ. tap [tæp] «удар, касание» является акустической копией резкого отрывистого звука, который слышится при ударе одного предмета о другой.

#### Континуанты
Континуанты — это гиперкласс звукоподражаний, обозначающих длительные звучания.
Длительное звучание может быть тоновым, шумовым и тоно-шумовым. С. В. Воронин выделяет соответственно тоновые континуанты, чисто шумовые континуанты и тоношумовые континуанты.
Для тоновых континуантов основообразующим элементом является долгий (напряжённый) гласный. Акустические характеристики гласного играют решающую роль при различении особенностей передаваемого звука: низкие звучания будут передаваться гласными заднего ряда, высокие — переднего. Например, центральным элементом англ. beep [bi:p] «пищать (о приборах)» является высокочастотный гласный [i:], номинирующий высокочастотный писк.
Шумовые континуанты обозначают длительное шумовое звучание (неудар): свист, шипение, шелест, жужжание и т. п. Важнейшим элементом их структуры являются щелевые звуки, по своим акустическим характеристикам схожие с номинируемыми звучаниями. В английском языке это [v], [f], [s], [z], [ʃ] и [ʒ], а также [h], реже [w] (например, hiss [hɪs] «шипеть, свистеть»).

#### Фреквентативы
Фреквентативы — это обозначения диссонансных звучаний, то есть серий ударов, в которых каждый удар почти не ощущается отдельно, но полного слияния последовательности ударов в единое звучание ещё нет.
Фреквентативы обозначают дрожание, разного рода дробные, резкие звучания. Главным элементом звукоподражания-фреквентатива является согласный [r] в абсолютном конце слова (например, arr [a:r] «рычать»). В современном английском языке (в его британском варианте) чистые фреквентативы полностью отсутствуют (исключение составляют местоимения) — в результате регулярных фонетических изменений (вокализации [r]) фонотактика современного английского языка не допускает поствокалического [r]. Таким образом, в британском варианте английского языка фреквентативы являются историческим гиперклассом. Например, purr «мурлыкать» — (исторически) фреквентатив.

#### Инстанты-континуанты
Инстанты-континуанты — это гиперкласс звукоподражаний смешанного типа, обозначающих удар с последующим или предшествующим неударом (тоном или шумом).
В зависимости от сочетания и последовательности типов фонем, отражающих номинируемое акустически сложное звучание, выделяют следующие подтипы инстантов-континуантов с несколько отличающимися структурными моделями:
Тоновые послеударные инстанты-континуанты — звукоподражания, обозначающие удар с последующим тоном. Удар у них передаётся смычным, тон — сонорным (в английском это [m], [n] и [ŋ]). Например, это англ. plump [plʌmp] «плюхаться».
Чисто шумовые послеударные инстанты-континуанты — это звукоподражания, обозначающие удар с последующим шумом. Удар у них передаётся смычным, шум — щелевым. Например, clash [klæʃ] «ударяться с шумом, сталкиваться».
Чисто шумовые предударные и тоношумовые предударные инстанты-континуанты — это звукоподражания, обозначающие шум с последующим ударом. Например, flap [flæp] «хлопок».
Чисто шумовые тоновые «предударно-послеударные» и «тоношумовые предударно-послеударные» инстанты-континуанты — это звукоподражания, обозначающие различные сочетания тона (выраженного сонорными) и шума (выраженного щелевыми разных типов). Например, slump [slʌmp] «резкое падение».

#### Фреквентативы-(квази)инстанты-континуанты (фреквентативы смешанных типов)
Фреквентативы смешанных типов — это гиперкласс звукоподражаний, который служит в языке для обозначения смешанных звучаний, одним из компонентов которых является диссонансное звучание.
Фреквентативами смешанных типов подразделяют на фреквентативы-инстанты, фреквентативы-континуанты (тоновые, шумовые, тоношумовые) и фреквентативы-инстанты-континуанты. В оригинальной работе носят названия фреквентативы-квазиинстанты, фреквентативы-квазиконтинуанты и фреквентативы-квазиинстанты-континуанты.
Фреквентативы-инстанты — это смешанный класс звукоподражаний, которые в целом обозначают диссонирующий удар в сочетании с ещё одним последующим или предшествующим ударом (например, crick [krɪk] «хруст, спазм»).
Фреквентативы-континуанты могут быть трёх типов. С. В. Воронин выделяет шумовые, тоновые и тоношумовые подтипы. Центральным элементом для фреквентативов-тоновых-континуантов является, помимо R, также долгий гласный. Например, scroop [skru:p] «скрежетать». Для фреквентативов шумовых континуантов кроме R таким элементом будет щелевой или в начале, или в исходе слова. Например, rustle [rʌsl] «шуршать».
Фреквентативы-инстанты-континуанты — акустически наиболее сложный класс звукоподражаний, обозначающих диссонирующий удар с последующим или предшествующим неударом. Центральным элементом для ФИК, помимо R, являются сонорные, передающие неудар, то есть тон. ФИК могут также акустически усложняться согласными разных типов. Примером слова данного типа может послужить thrum [θrʌm] «играть на музыкальном инструменте, перебирать струны».

### Звукосимволическая подсистема
С точки зрения объекта исследования звуковой символизм делится на два вида субъективный и объективный. Субъективный звукосимволизм обозначает связь между звучанием и смыслом в психике человека, а объективный звукосимволизм обозначает реализацию потенциально существующей связи между звучанием и значением слова в том или ином языке или связь между звуком и значением в системе. В рамках Санкт-Петербургской школы фоносемантики изучается, прежде всего, объективный звуковой символизм.
Звуковой символизм — это закономерная, не произвольная, фонетически мотивированная связь между фонемами слова и полагаемым в основу номинации незвуковым (неакустическим) признаком денотата (мотивом).
В основу номинации звукосимволических слов могут быть положены признаки объектов, воспринимаемые человеческими органами чувств (кроме слуха: в этом случае речь идёт о звукоподражании). Наибольшее число возможных признаков приходится на долю зрения, а именно: движение — мгновенное/длительное, быстрое/медленное, резкое/мягкое, неровное/ровное, непрерывное/прерывистое, беспорядочное, скользящее, различные виды походки; статика — удалённость — близко/далеко, размер — большой/маленький, форма — округлая, искривлённая, заострённая, вытянутая. Обоняние определяет различение запахов, которые квалифицируются как приятные/неприятные. Вкус даёт вкусовые характеристики объекта: сладкое, солёное, кислое, горькое. Осязание даёт возможность различать: признаки кожно-осязательной (тактильной) группы: прикосновение, давление; свойства поверхности: гладкая, шероховатая, фактура объекта: твёрдость/жёсткость, упругость; признаки температурной группы: горячее/холодное; признаки болевой группы: боль: режущая, колющая, ноющая, тупая, острая. Органические ощущения: признаки голода, удушья, жажды. Так как отмеченные признаки охватывают столь различные виды, то есть все, кроме звуковых, С. В. Воронин определяет сферу мотивации звукосимволических слов, антонимически объединяя их как «незвук».
В звукосимволической подсистеме выделяются два основных класса лексики — интракинесемизмы и экстракинесемизмы.

#### Звукосимволизмы-интракинесемизмы
Звукосимволизмы-интракинесемизмы — сопровождаемые звуком акустико-артикуляторные копии неакустического или отчасти акустического денотата.
Звукосимволизмами-интракинесемизмами являются: 1) обозначения лизания, лакания и т. п., то есть различные имитации движения языка, сопровождаемые звуком; они передаются латеральным сонорным [l] — например, англ. lick «лизать, облизывать»; 2) обозначения чавканья, жевания, и т. п., то есть различные имитации движения челюсти, сопровождаемые звуком; в английском языке часто передаются аффрикатами — например, champ «чавкать»; 3) обозначения всасывавания, втягивания, вдоха и т. п., то есть различные имитации хватательных движений, сопровождаемых звуком; артикуляторный жест часто сопровождается свистом проходящего по ротовой полости воздуха, поэтому центральным элементом ЗС ИКС данной категории чаще всего является глухой свистящий или шипящий [s] или [ʃ] — например, англ. sip «всасывать, пить, попивать» и т. д . Всего выделяется 36 типов интракинем и, соответственно, 36 типов интракинесемизмов.

#### Звукосимволизмы-экстракинесемизмы
Звукосимволизмы-экстракинесемизмы — сопровождаемые звуком артикуляторными копии неакустического денотата, для которых фонация является вторичной.
Экстракинесемизмы представляют собой один из наиболее многочисленных по типам отображаемых признаков классов звукосимволизмов. Они передают движение (англ. toddle «ковылять», wallow «катиться по земле», birl «вращаться (как пуля при полёте)»), форму предмета, характер поверхности). Наиболее хорошо изученными представителями экстракинесемизмов являются обозначения округлого. Для передачи округлой формы денотата используют лабиальные. Лабиальные встречаются в составе слов, обозначающих округлый, шарообраззный предмет, во всех языках мира, вне зависимости от принадлежности к той или иной языковой семье — например, А. М. Газовым-Гинзбергом было обнаружено в семитских языках 66 корней с этим значением губных фонем; а по результатам структурно-фонетического анализа лексико-семантической группы английских обозначений округлого у них выявилось превышение вероятностного ожидания лабиальных почти в 2,5 раза по сравнению с фоном.

## Метод фоносемантического анализа
Многосторонний системный подход к изучению звуковой изобразительности стал возможен в рамках предложенного С. В. Ворониным метода фоносемантического анализа, который позволил на совершенно ином уровне проводить этимологизацию звукоизобразительной лексики. Апробация этого метода на материале ряда неродственных языков показала его широкие возможности.
Метод фоносемантического анализа направлен на установление наличия или отсутствия звукоизобразительности в слове и выявление её характера и заключается в анализе слова посредством шести последовательных и взаимосвязанных операций:
I. «Семантика» — определение звукового или незвукового значения слова. Если слово обозначает звук, то оно, как правило, является ономатопом.
II. «Критерии» А. Семантические критерии: 1) экспрессивность и эмоциональность; 2) образность семантики; 3) конкретность семантики; 4) обозначение простейших элементов психофизиологического универсума человека; Б. Грамматические критерии: 5) морфологическая гипераномальность; В. Словообразовательные критерии: 6) редупликация; Г. Структурно-фонетические (формальные) критерии: 7) фонетическая гипераномальность; 8) относительное единообразие формы; 9) фонетическая гипервариативность; Д. Функциональные критерии: 10) стилистическая ограниченность.
III. «Этимология» — установление этимологии слова на максимально возможную глубину, привлечение его коррелятов из родственных языков.
IV. «Экстралингвистика» — установление мотива номинации путем сопоставления акустических и артикуляторных характеристик звуковой стороны слова с сенсорными характеристиками денотата.
V. «Типология» — выявление слов со сходными фонотипами и семантикой в неродственных языках.
VI. Summa summarum — анализ данных, полученных в результате проведения предыдущих пяти этапов и выводы о наличии или отсутствии в слове примарной мотивированности.

## Теория фоносемантического анализа слова
Советский филолог А. П. Журавлёв высказал предположение, что каждому звуку человеческой речи соответствует определённое подсознательное значение. Воспользовавшись техникой «семантических дифференциалов» Ч. Осгуда, Журавлёв провёл исследование для выяснения этих значений. Результаты легли в основу его диссертации. Журавлёв предложил список качественных характеристик каждого звука русской речи, а именно каким он является по следующим 23 шкалам:
- хороший — плохой,
- красивый — отталкивающий,
- радостный — печальный,
- светлый — тёмный,
- легкий — тяжёлый,
- безопасный — страшный,
- добрый — злой,
- простой — сложный,
- гладкий — шероховатый,
- округлый — угловатый,
- большой — маленький,
- грубый — нежный,
- мужественный — женственный,
- сильный — слабый,
- холодный — горячий,
- величественный — низменный,
- громкий — тихий,
- могучий — хилый,
- весёлый — грустный,
- яркий — тусклый,
- подвижный — медлительный,
- быстрый — медленный,
- активный — пассивный.

Всем звукам русского языка по этим шкалам сопоставлены оценки. Согласно идее Журавлёва, качественные фоносемантические шкалы позволяют оценивать влияние звуков на психическое состояние человека. Каждое слово состоит из звуков; предлагается, для оценки воздействия на человека слова как набора звуков, с помощью соответствующих расчётов определить общее фоносемантическое значение составляющих данное слово звуков по всем 23 шкалам. С появлением дешёвых компьютеров фоносемантический анализ слова стал занимать малые доли секунды.

## Наиболее значимые публикации по фоносемантике на русском языке

### Книги
- Phonosemantics (Сборник статей под ред. М. А. Флаксман, О. И. Бродович)[18]
- Воронин С. В. Английские ономатопы: фоносемантическая классификация[9]

- Воронин С. В. Основы фоносемантики[2]

- Воронин С. В. Фоносемантические идеи в зарубежном языкознании[19]

- Воронин С. В., 2005. Iconicity. Glottogenesis. Semiosis[20]
- Газов-Гинзберг, А. М. Был ли язык изобразителен в своих истоках?[14]

- Журавлёв А. П. Фонетическое значение[17]

- Казакова Е. В. Звукоизобразительная система арабского языка[21]
- Колева-Златева Ж. С. Славянская лексика звукосимволического происхождения: проблемы этимологизации[22]

- Киле Н. Б. Образные слова нанайского языка[23]

- Левицкий В. В. Семантика и фонетика[24]

- Левицкий В.В. Звуковой символизм: мифы и реальность[25]

- Михалёв А.Б., 1995 Теория фоносемантического поля[26]
- Пузырев А. В. Анаграммы как явление языка: Опыт системного осмысления[27]

- Флаксман М. А. Звукоизобразительная лексика английского языка в синхронии и диахронии[11]

- Шестакова О.В. Мир сквозь призму ономатопеи[28]

- Шляхова С. С. «Другой» язык: опыт маргинальной лингвистики[29]

- Шляхова С. С. Тень смысла в звуке: Введение в русскую фоносемантику[30]

- Шляхова С. С., М. Г. Вершинина. Фоносемантическая звуковая картина мира[31]

- Шляхова С.С., Лобанова А.С. Звукоизобразительность в коми-пермяцком языке[32]

### Словари
- Флаксман М. А. Словарь английской звукоизобразительной лексики в диахроническом освещении[8]

- Шляхова С. С. Дребезги языка: Словарь русских фоносемантических аномалий[33]

- Шляхова С. С., Шестакова О.В.  Немецкая ономатопея: история изучения, проблемы, немецко-русский словарь[34]

## Электронные ресурсы по фоносемантике

### «Лингвистический ИКонизм»
Международный научный интернет-проект «Лингвистический ИКонизм» является на сегодняшний день самым крупным русскоязычным интернет-ресурсом по фоносемантике. Главная целью проекта является объединение усилий по исследованию звукоизобразительности по различным языкам мира и распространение научных и достоверных знаний о лингвистическом иконизме, фоносемантике и смежных с ними областей научного знания. Фонд текстов проекта содержит около 700 докуменов по 54 языкам мира, находящихся в открытом доступе.

### Iconicity Atlas Project
Многоязычный словарь звукоизобразительной лексики Iconicity Atlas Project — это постепенно пополняющийся интерактивный словарь звукоподражательной, звукосимволической, мимической лексики и идеофонов языков мира. Словарь содержит аудиозаписи произношения звукоизобразительных слов, сделанные носителями представленных языков, транскрипции слов в МФА, а также развёрнутые словарные дефиниции на английском языке. Словарь создаётся на базе 100-словного опросника, сделанного по принципу списка Сводеша. Целью создания словаря Iconicity Atlas является детальное и всестороннее описание звукоизобразительных систем различных языков мира, предназначенное для типологического сопоставления.

### Компьютерная программа ВААЛ
По утверждениям авторов (В. П. Белянин, М. Дымшиц, В. И. Шалак) программы ВААЛ, она основана на идее и результатах исследований Журавлёва. Программа ВААЛ анализирует не звуки, а буквы в составе слов и никак не учитывает их взаимное расположение.

## Основные направления и школы

### Санкт-Петербургская школа фоносемантики
Санкт-Петербургская школа фоносемантики — это старейшая фоносемантическая школа России. В рамках Санкт-Петербургской школы фоносемантика была впервые создана в качестве самостоятельной научной дисциплины (основатель — С. В. Воронин). Исследователи школы занимаются поиском фоносемантических универсалий и регулярностей, типологическим сопоставлением звукоизобразительной лексики языков мира, разработкой универсальной классификации ономатопов и звукосимволической лексики, описанием звукоизобразительных систем языков мира, изучением звукоизобразительной этимологии, а также семантической и фонетической эволюции звукоизобразительной лексики. В рамках Санкт-Петербургской школы фоносемантики был разработан метод фоносемантического анализа, базирующийся на данных этимологии и лингвистической типологии. Основной отличительной чертой школы является упор на использование методов сравнительно-исторического языкознания.
В рамках Санкт-Петербургской школы фоносемантики создаётся многоязычный онлайн-словарь звукоизоразительной лексики Iconicity Atlas (Флаксман М. А., Ноланд Н. Н.).
Руководителями школы были С. В. Воронин (до 2001 года) и О. И. Бродович (до 2018 года).
Представители школы: Афанасьев А. Ю., Барташова О. А., Бартко Н. В., Беседина Е. И., Братусь И. Б., Вельди Э. А., Жутовская Н. М., Канкия Н. Д., Климова С. В., Койбаева Т. Х., Краснова А. В., Кузьмич И. В., Лапкина Л. З., Ливанова А. Н., Ноланд Н. Н., Петухова Е. В., Пономарева С. Н., Татаринова Е. С., Флаксман М. А., Шамина Е. А.

### Пятигорская фоносемантическая школа
Пятигорская фоносемантическая школа занимается теорией фоносемантического поля; фоносемантической этимологией; обоснованием протоконцептуального иконического пространства языка; иконической концепцией происхождения языка; исследованием звукоизобразительности морфемотипов, фонестем, инициалей, финалей.
Руководитель — А. Б. Михалёв. Представители: Атаджанян С. А.

### Пермский фоносемантический кружок
Пермский фоносемантический кружок — это активно развивающаяся фоносемантическая школа России. Школа занимается диалектной фоносемантикой и маргинальной лингвистикой, изучением звукоизобразительности коми-пермяцкого языка и универсальной типологией ономатопов (русский, немецкий), а также фоносемантической лексикографией. Представители школы занимаются созданием и расширением международного научного интернет-проекта «Лингвистический ИКонизм».
Руководитель школы — Шляхова С. С. Представители: Вершинина М. Г., Шестакова О. В.

### Черновицкая фоносемантическая школа (Украина)
Черновицкая фоносемантическая школа занимается изучением объективного и субъективного звукового символизма, проблемой этимологии звукоизобразительной лексики, особенностями формально-семантического варьирования корней звукоподражательного происхождения в праиндоевропейском языке.
Основатель — В. В. Левицкий. Представители: Комарницкая Л. А., Козлова Т. О.

### Саратовская психолингвистическая школа
В рамках саратовской психолингвистической школы ведётся психолингвистическое экспериментальное исследование звукосимволизма проводится обоснование тезиса о примарной мотивированности языкового знака.
Руководитель школы — И. Н. Горелов. Представители: Л. П. Прокофьева.

### Бийская лаборатория антропоцентрической типологии языков
Бийская лаборатория антропоцентрической типологии языков занимается изучением иконизма в условиях психолингвистического эксперимента и исследованием процессов окказиональной вербализации и восприятия сигналов разной природы носителями русского, английского, китайского, корейского, японского и алтайского языков.
Руководитель: Е. Б. Трофимова.